# Партия независимости и труда
Партия независимости и труда (фр. Parti de l'Indépendance et du Travail) — социалистическая (ранее коммунистическая) политическая партия в Сенегале, восходящая к Африканской партии независимости Сенегала (фр. Parti Africain de l'Indépendance). Многолетними лидерами партии были Маджмут Диоп, Сейду Сиссоко, а затем Амат Дансоко.

## История

### Африканская партия независимости Сенегала
Возникла из сенегальского отделения Африканской партии независимости, основанной в 1957 году. Активно участвовала в выступлениях за предоставление стране независимости. Во время местных выборов 1960 года правительство Леопольда Седара Сенгора, обвинив партию в разжигании беспорядков после серии инцидентов в Сен-Луи, запретило её 1 августа — и до 1976 года она действовала в подполье. Генеральный секретарь Маджмут (Махмуд) Диоп, как и Тидиан Байди Ли, отправились в изгнание в Гвинею.
На I съезде АПН Сенегала в 1962 году была принята программа, требовавшая установления в стране «народно-демократического» строя и движения к социализму. В 1963 году на 23-м пленарном заседании Центрального комитета АПНС группа партийных кадров, в том числе Бабакар Ньянг и Тидиан Байди Ли, были исключены из партии по обвинениям в «антипартийной фракционной деятельности и оппортунистических тенденциях правого толка».
На выборах 1 декабря 1963 года АПНС присоединилась к Сенегальскому блоку «Демократия и единство».
В то время, как многие молодые активисты подпольной АПНС отправились учиться в московский Университет им. Патриса Лумумбы, ещё одна их группа была направлена на Кубу для обучения партизанской войне. Группировка из 25 партизан АПНС в 1965 году попыталась начать вооружённую борьбу в восточном Сенегале. Однако партизаны вскоре были захвачены в плен и заключены в тюрьму. После их разгрома в период с 1965 по 1968 год АПНС стремилась работать незаметно, подключаясь к деятельности профсоюза учителей Сенегала и Ассоциации сенегальских рабочих во Франции (ATSF).
В том же 1965 году партия претерпела раскол, вследствие которого от неё откололась Сенегальская коммунистическая партия прокитайской маоистской ориентации во главе с Ландингом Саване, а дакарская ячейка АПНС прекратила существование.
В 1966 году пост генерального секретаря АПНС занял Сейду Сиссоко, в 1967 году начавший кампанию внутрипартийных чисток, укрепивших его позиции. Когда на II съезде 1972 года, состоявшемся в Дакаре в подпольных условиях, был исключён бывший генеральный секретарь Маджмут Диоп, партия полностью оказалась в руках Сиссоко. Съезд выдвинул лозунг «единого фронта национально-патриотических сил на базе союза рабочих и крестьян» с целью свержения неоколониалистского режима, ликвидации засилья иностранных монополий и бюрократ-буржуазии.
1972—1975 годы во многом были периодом реконструкции АПНС. Стал регулярно выходить её центральный орган — «Монмарев» (Momsarev — «Борьба»). Организованное партией Студенческое движение Партии независимости Африки (MEPAI) переросло в 1975 году во Всеобщий союз сенегальских студентов, учащихся и учителей-испытателей в Европе. Однако это движение вскоре отделилось от партии и сформировало более радикальную марксистско-ленинскую организацию — Демократическая лига/Движение за партию труда.

### Партия независимости и труда
В 1976 году правящая Социалистическая партия Сенегала разрешила легальное существование конкурирующих политических сил. Однако отведённую нишу разрешённой марксистской оппозиции заняли перегруппировавшиеся Маджмут Диоп с последователями, зарегистрировавшие партию АПН-Обновление (PAI-Rénovation).
В 1977 году АПНС Сиссоко (PAI-Sénégal) обратилась к президенту Сенгору с просьбой заменить АПН-Обновление Диопа (PAI-Rénovation) в качестве законной левой силы. Не дождавшись одобрения, АПНС призвала к бойкоту выборов 1978 года.
В 1979 году было сформировано новое молодёжное крыло партии — Демократический союз молодёжи Альбури Ндиай (Union de la Jeunesse Démocratique Alboury Ndiaye).
9 июля 1981 года АПНС (PAI-Sénégal) была официально зарегистрирована под названием Партия независимости и труда.
В марте 1999 года ПНТ и две другие левые партии, And-Jëf/Африканская партия за демократию и социализм (AJ/PADS) и Демократическая лига/Движение за партию труда (LD/MPT), согласились поддержать кандидатуру лидера оппозиции Абдулая Вада из Сенегальской демократической партии на президентских выборах 2000 года. После победы Вада ПНТ вошла в новое правительство, однако у неё вскоре обострились разногласия с новым президентом, и спустя восемь месяцев после прихода к власти их коалиции ПНТ была из неё исключена, став частью оппозиционной коалиции CDC.
На парламентских выборах, состоявшихся 29 апреля 2001 года, партия получила 0,6 % голосов избирателей и 1 из 120 мест.
К выборам 2007 года ПНТ присоединилась к Коалиции «Альтернатива 2007», поддержавшую Мустафу Ниассе на президентских выборах в феврале 2007 года, а кандидат ПНТ Дансоко возглавил список коалиции на парламентских выборах 2007 года. Однако в итоге большая часть оппозиции, включая ПНТ, решила бойкотировать парламентские выборы.
Партия независимости и труда ныне выпускает издания Daan Doole («Рабочий») и Gestu.